# Filitanais vermiformes
Filitanais vermiformes är en kräftdjursart som först beskrevs av Lang 1971.  Filitanais vermiformes ingår i släktet Filitanais och familjen Colletteidae. Inga underarter finns listade i Catalogue of Life.